# Ostrów Wielki
Ostrów Wielki (deutsch Groß Werder) ist ein Ort in der polnischen Woiwodschaft Ermland-Masuren. Er gehört zur Gmina Miłomłyn (Stadt-und-Land-Gemeinde Liebemühl) im Powiat Ostródzki (Kreis Osterode in Ostpreußen).

## Geographische Lage
Ostrów Wielki liegt am Ostufer des Großen Gehlsees (polnisch Jezioro Gil Wielki) im Westen der Woiwodschaft Ermland-Masuren, 15 Kilometer westlich der Kreisstadt Ostróda (deutsch Osterode in Ostpreußen).

## Geschichte
1686 wurde der aus ein paar kleinen Höfen bestehende Ort Groß Werder gegründet. Die Landgemeinde Groß Werder wurde 1874 in den neu errichteten Amtsbezirk Bieberswalde (polnisch Liwa) im Kreis Osterode in Ostpreußen eingegliedert, der bis 1945 bestand.
42 Einwohner waren im Jahre 1910 in Groß Werder gemeldet. Ihre Zahl belief sich 1933 auf 36 und 1939 auf 31.
In Kriegsfolge kam Groß Werder 1945 mit dem gesamten südlichen Ostpreußen zu Polen. Das Dorf erhielt die polnische Namensform „Ostrów Wielki“ und ist heute eine Ortschaft im Verbund der Stadt-und-Land-Gemeinde Miłomłyn (Liebemühl) im Powiat Ostródzki (Kreis Osterode in Ostpreußen), bis 1998 deer Woiwodschaft Olsztyn, seither der Woiwodschaft Ermland-Masuren zugehörig.

## Kirche
Bis 1945 war Groß Werder in die evangelische Pfarrkirche Liebemühl (polnisch Miłomłyn) in der Kirchenprovinz Ostpreußen der Kirche der Altpreußischen Union, außerdem in die römisch-katholische Kirche Osterode i. Ostpr. (polnisch Ostróda) eingegliedert.
Heute gehört Ostrów Wielki evangelischerseits zur Kirche in Ostróda innerhalb der Diözese Masuren der Evangelisch-Augsburgischen Kirche in Polen, katholischerseits zur Pfarrei Liwa (Bieberswalde) im Bistum Elbląg (Elbing).

## Verkehr
Ostrów Wielki liegt an einer Nebenstraße, die von Zalewo (Sallewen) als Uferstraße entlang des Jezioro Gil Wielki bis nach Kaletka (Kalittken, 1938 bis 1945 Kalitten) führt. Eine Anbindung an den Bahnverkehr besteht nicht.